# Refuge du Pelvoux
Die Refuge du Pelvoux ist eine Schutzhütte der Sektion Briançon des Club Alpin Français im Pelvoux-Gebirge, auf 2704 m Höhe im Département Hautes-Alpes gelegen.

## Geschichte
An dieser Stelle wurde bereits 1877 durch den CAF eine erste Schutzhütte, das Refuge de Provence, gebaut. 1892 wurde diese durch eine Schutzhütte aus Holz, das Refuge Lemercier ersetzt, bevor 1962 die heutige Hütte gebaut wurde.
Der Grundstein wurde am 14. Juni 1961 gelegt. Die Materialien für den Bau, mit Ausnahme von Sand, der in der Nähe abgebaut werden konnte, mussten per Hubschrauber angeliefert werden. die Hütte wurde am 15. Juli 1962 eingeweiht.

## Lage
Die Schutzhütte liegt auf 2704 m Höhe auf einem Felsvorsprung, in Verlängerung der Moräne am Ende des Glacier du Clot de Homme (Gletscher du Clot de Homme). Der Aufstieg zur Schutzhütte erfolgt vom Weiler Ailefroide und dauert 3 ½ Stunden.
Das Refuge du Pelvoux ist von Mitte Juni bis Mitte September, ggf. abhängig von den Wetterbedingungen bereits ab dem Frühjahr bewirtschaftet. Außerhalb der Bewirtungszeiten der Schutzhütte muss Wasser vom Abfluss des Gletschers (20 min Fußweg) geholt werden.
Die Schutzhütte wird als Ausgangspunkt für eine Besteigung des Mont Pelvoux genutzt. Ebenso ist von ihr ein Aufstieg auf die Aiguille de Sialouze und den Pic Sans Nom möglich. Bei einer Durchquerung des gesamten Pelvoux-Massivs wird sie als Zwischenstation genutzt.